# Maurice Frimont
Pour les articles homonymes, voir Frimont.
 (mars 2021).
Si vous disposez d'ouvrages ou d'articles de référence ou si vous connaissez des sites web de qualité traitant du thème abordé ici, merci de compléter l'article en donnant les références utiles à sa vérifiabilité et en les liant à la section « Notes et références ».
Maurice Frimont, né le 14 décembre 1747 à Gondreville (Meurthe-et-Moselle), dernier enfant de Dominique Frimont, laboureur de Gondreville, et de Catherine Laurent, mort le 1er septembre 1811 à Lunéville, est un général de brigade de la Révolution française.

## États de service
Il s'engage le 18 mars 1764 comme dragon au Régiment du Roi dans la compagnie de Germigny et gravit peu à peu tous les échelons : brigadier dans la compagnie de Sainte-Croix le 11 novembre 1768 ; fourrier-écrivain le 20 novembre 1776 dans l'escadron des chasseurs à cheval ; maréchal des logis en chef le 20 mars 1779 dans l'escadron de Valence au 1er Régiment de Chasseurs à Cheval ; adjudant dans le même régiment le 24 septembre 1784 ; sous-lieutenant au même régiment le 14 mai 1786 ; lieutenant en second dans le régiment royal liégeois à sa fondation le 6 mars 1788 ; capitaine en second au 12e Bataillon de Chasseurs à sa fondation le 11 juin 1788 ; adjoints aux adjudants généraux à l'armée du Rhin le 8 octobre 1793.
Il est promu général de brigade provisoire sur le champ de bataille le 6 frimaire an II (26 novembre 1793) par arrêté des représentants du peuple Lacoste et Baudot ; vétéran national le 6 messidor an II par brevet de commission des secours publics, ayant justifié 30 années de service effectif ; confirmé dans le grade de général de brigade le 7 frimaire an III.
Il est réformé le 25 pluviôse an V après plus de 32 ans de service. Pendant sa réforme il est chargé de l'inspection générale du dépôt des remontes à Lunéville.
Il épouse en 1797 à Phalsbourg Marie Christine Suzanne Amélie Wilhelmine Neuwinger, qui divorce de lui. Le 29 thermidor an IX à Lunéville, il épouse Catherine Magnier, qui lui donne une fille, Mélanie.